# Felix Wolfes
Felix Wolfes est un compositeur et chef d'orchestre allemand né à Hanovre le 2 septembre 1892 et mort à Boston le 28 mars 1971. 

## Biographie
Felix Wolfes est né à Hanovre, en Allemagne, de parents juifs. Après avoir obtenu son diplôme d'études secondaires, il a étudié à Leipzig, le piano et la composition. Ses professeurs universitaires ont été Richard Strauss et Hans Pfitzner. Il a travaillé comme directeur musical et chef d'orchestre à Wroclaw (à l'époque Breslau), Strasbourg, Cologne, Mannheim et Francfort-sur-le-Main. Il a par la suite obtenu des engagements à Essen et Dortmund. Là, il dut quitter son poste au printemps 1933 en raison de la nouvelle législation antisémite. Il émigra d'abord en France puis aux États-Unis. De 1938 à 1947, il a travaillé comme assistant chef d'orchestre au Metropolitan Opera de New York. En 1948, il a été sollicité au Conservatoire de musique de la Nouvelle-Angleterre de Boston. Il y a enseigné pendant deux décennies.
Après la guerre, il a refusé de se rendre en Allemagne, mais a continué à écrire en langue allemande les textes de ses compositions, ne reniant pas sa culture d'origine. 
En tant que compositeur, il est avant tout inspiré par le chant. Parmi ses influences sont les œuvres de Hermann Hesse, Friedrich Nietzsche et Georg Trakl. Dans la « Houghton Library » de l'université Harvard se trouvent les manuscrits de nombreuses compositions de chansons inédites jusqu'à présent.

## Œuvres
- Dacus Viola R.: An introduction to the songs of Felix Wolfes with complete chronological catalogue (UMI, Louisiana State Univ.), Ann Arbor, MI 1995.
- Felix Wolfes: Ausgewählte Lieder in 5 Bänden für Singstimme und für Klavier. Band I, New York 1962.